# Aeródromo de Punta Rothera

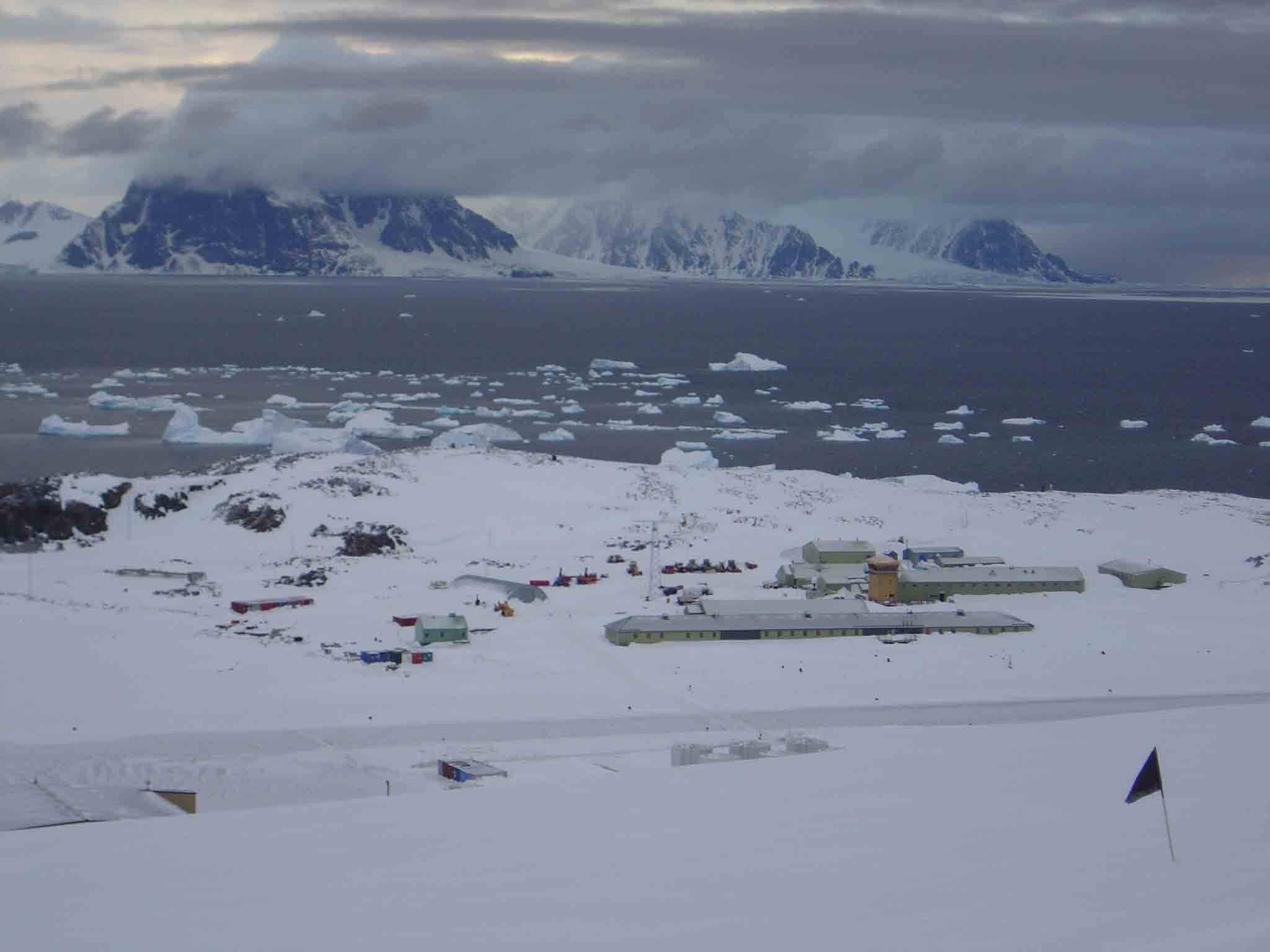
Vista de la Base Rothera.

El aeródromo de Punta Rothera, perteneciente al Reino Unido, se halla ubicado en la punta Rothera de la isla Adelaida, frente a la península Antártica. Sirve a la base Rothera del British Antarctic Survey, la más grande del Reino Unido en el continente. El aeródromo fue inaugurado en 1975.
El aeródromo de Punta Rothera es el más meridional de los tres de la Antártida que tienen pista de grava, los otros dos son Marambio (de Argentina) y Marsh Martin (del Chile).
Al oeste de la pista el aeródromo cuenta con un depósito de combustible y con un hangar que permite acomodar el avión Dash 7 y los tres aviones Twin Otter que operan en la base.
La base Rothera fue establecida en 1975 para reemplazar a la base T (o Adelaide) donde la pista de aterrizaje se deterioró. La fase de construcción de la base duró hasta 1980. Desde su inicio hasta la temporada de verano de 1991-92 los aviones Twin Otter utilizaron la pista de hielo en el piedemonte de hielo Wormald a 300 m de la base. Luego fue puesta en operaciones la pista de grava y el hangar. Las operaciones aéreas se volvieron más eficientes y el acceso a Rothera mejoró fuertemente a través de una vía aérea directa a las islas Malvinas. Las operaciones aéreas se realizan entre octubre y marzo.
Los Twin Otter principalmente vuelan al sur de Rothera, por vía de una red de depósitos de combustible, la mayoría de los cuales son operados por personal de la base. Hacia el sur de Rothera, la primera escala es Fossil Bluff y luego Sky Blu. El Dash 7 realiza aproximadamente 20 vuelos cada temporada al Aeropuerto de Puerto Argentino/Stanley durante el verano, transportando científicos, equipo auxiliar, comida y equipamiento. Cuando no se ocupa de esos vuelos, el Dash 7 puede volar a Sky Blu sin escalas, aterrizando en la pista Blue Ice, aumentando significativamente el rango de los Twin Otter, depositando combustible y equipamiento en cantidades mucho mayores. El Aeropuerto Internacional Presidente Carlos Ibáñez del Campo de Punta Arenas en Chile también suele ser utilizado.